# Xian de Yuqing
Le xian de Yuqing (余庆县 ; pinyin : Yúqìng Xiàn) est un district administratif du centre de la province du Guizhou en Chine. Il est placé sous la juridiction de la ville-préfecture de Zunyi.

## Démographie
La population du district était de 274 964 habitants en 1999.